# Wielka Sowa
Wielka Sowa (che in polacco significa: Grande Gufo; in tedesco: Hohe Eule), con i suoi 1.015 metri di altezza è la vetta più elevata dei Monti del Gufo, una catena montuosa che fa parte dei Sudeti Centrali. La montagna è situata nel Distretto di Dzierżoniów, nel Voivodato della Bassa Slesia, nella parte sudoccidentale della Polonia.

## Geografia
La montagna, la cui struttura geologica è costituita da rocce metamorfiche risalenti al Precambriano (tra le più antiche d'Europa), si innalza poco lontano dal villaggio di Walim, nei pressi di Dzierżoniów dal lato nord, e della valle del fiume Nysa Kłodzka a ovest, contornato dall'Area paesaggistica dei Monti del Gufo.
Date le abbondanti precipitazioni nevose tipiche di quest'area, i pendii del monte sono una popolare stazione sciistica invernale.

## Torre di osservazione

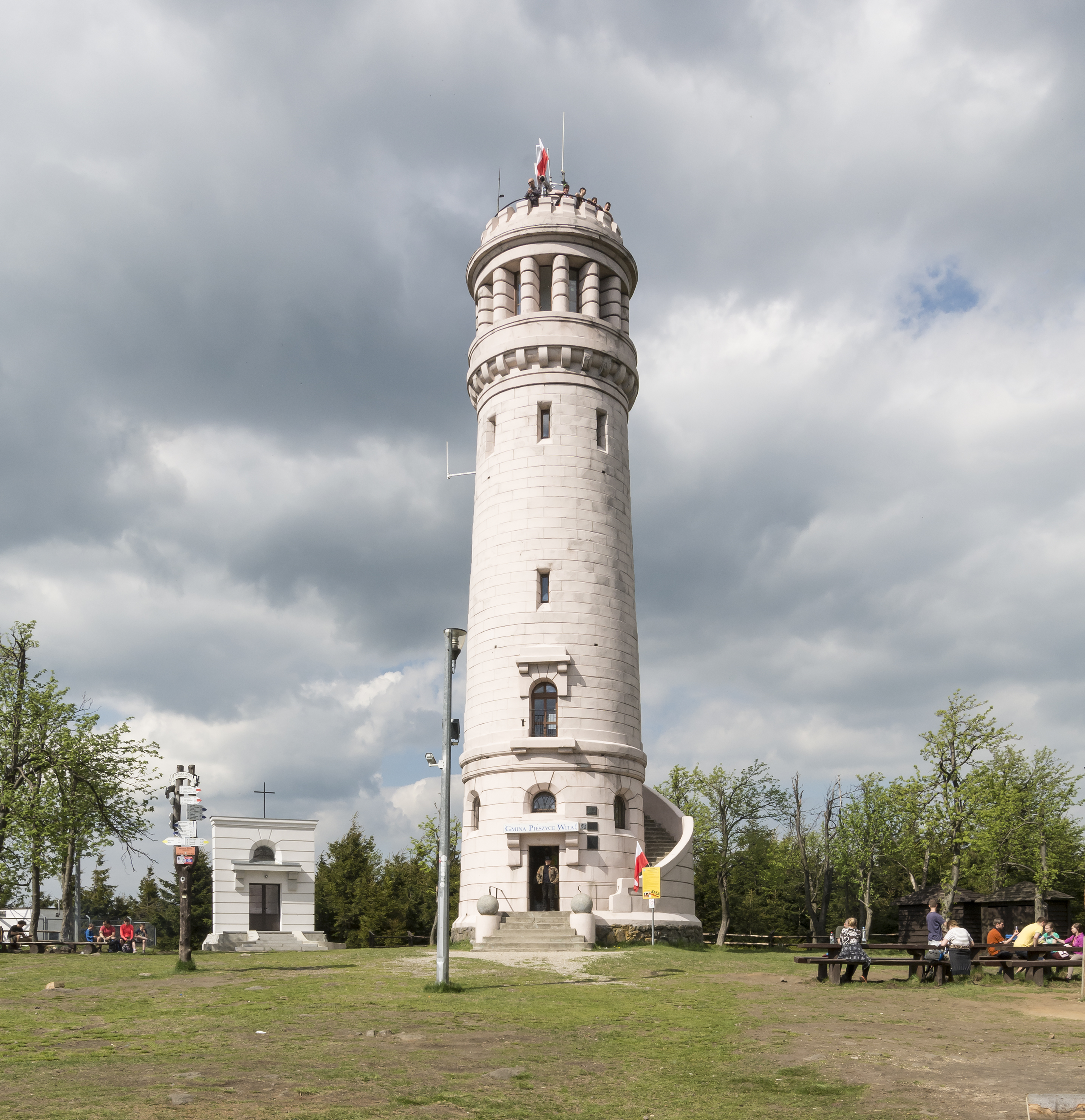
La torre di osservazione

Il 24 maggio 1906 sulla sommità del monte fu inaugurata una torre di osservazione in pietra e cemento armato, alta 25 metri, con la struttura architettonica tipica della cosiddetta Torre Bismarck (dal nome del famoso cancelliere tedesco Otto von Bismarck) allora molto in voga nell'Impero tedesco. La torre sostituiva una precedente struttura in legno, situata circa 30 metri più a sud, che era stata inaugurata nel 1886 e che era stata utilizzata come torre di osservazione fino al 1904. I lavori di costruzione della nuova struttura erano iniziati nel luglio 1905.
Dopo la fine della 2ª Guerra Mondiale, la torre ha cambiato varie volte la denominazione. Dapprima fu ridenominata in onore del generale polacco Władysław Sikorski; il 27 settembre 1981 fu intitolata all'etnografo Mieczysław Orłowicz. 
A causa del cattivo stato di conservazione dovuto all'assenza di manutenzione, l'accesso al pubblico era stato chiuso per molti anni. Nel 2008, è stata ristrutturata utilizzando i fondi dell'iniziativa Interreg della Comunità Europea e riaperta al pubblico.
Attualmente viene chiamata semplicemente wieża widokowa, cioè torre di osservazione, e offre un'ampia vista panoramica che spazia dalla catena dei Monti dei Giganti fino al monte Ślęża, alla Valle di Kłodzko, al bacino del fiume Oder e alla città di Breslavia.
L'immagine dell'attuale torre compare nello stemma comunale del paese di Pieszyce. È infatti questo comune che si occupa della gestione dell'area e che ha curato i lavori di ristrutturazione.